# ناحیه خودمختار ساحل کارائیب شمالی
ناحیه خودمختار ساحل کارائیب شمالی (به لاتین: North Caribbean Coast Autonomous Region) یک منطقهٔ مسکونی در نیکاراگوئه است که در نیکاراگوئه واقع شده‌است. ناحیه خودمختار ساحل کارائیب شمالی ۲۷٬۴۰۷ کیلومتر مربع مساحت و ۵۲۰٬۲۰۴ نفر جمعیت دارد.